# モンスターハンター4
『モンスターハンター4』は、2013年9月14日に発売されたニンテンドー3DS用ソフトであり、モンスターハンターシリーズのナンバリング第4弾にあたる。略称は『MH4』。
2014年10月11日には内容強化版にあたるニンテンドー3DS用ソフト『モンスターハンター4G』（以下：『MH4G』）が発売された。
本項は、『MH4G』についても合わせて解説する。

## リリース
本来は同年3月に発売予定であったが、機能追加などの理由から2013年夏に発売を延期した。2011年9月13日の「ニンテンドー3DSカンファレンス 2011」において、コンセプト映像（開発機によるプレイアブル映像である）が発表された。同映像は『MH3G』に特典映像として収録された。『2』と『3』のタイトルナンバーは特殊な読み方をしていたが、本作の「4」は英語と同じく「フォー」と読む。MH4のゲームソフトとオリジナルデザインのニンテンドー3DS LLのセットになった同梱版が数量限定で発売された。

## ゲーム内容
フィールドに段差や傾斜をつけたり、シングルプレイの拠点を村ではなく移動するキャラバンにするなど、さまざまな変更点が加えられている。「ゴア・マガラ」などの新モンスターや「イャンクック」などの旧作からの復活モンスターが登場する。一方で『3』『3G』に登場した大型モンスターはジンオウガなど一部のみ続役登場程度となっており、それ以外のモンスターは素材での登場のみとなる。モンスターが「狂竜ウイルス」に感染するようになり、ハンター自身にも感染して狂竜症というデメリット効果を引き起こしたり、感染中にモンスターへの攻撃を行い続ければ逆に会心率が一定値あがるメリット効果を生む。
通常のクエストとは別に、自由に狩りや採取などが行える「探索」に行けるようになり、大型または中型モンスターを狩ることによって一定の確率で「ギルドクエスト」と呼ばれる特殊なクエストが入手できるようになっている。探索およびギルドクエストでは「未知の樹海」と呼ばれるフィールドでの狩りとなる。探索はストーリーを進めると下位探索、さらに進めると上位探索へ行けるようになる。探索の場合フィールドが決まったテンプレートのエリアをランダムに区切り、さらにそれをランダムに配置したフィールドとなり毎回エリア配置が変わる。

### 武器
武器は「チャージアックス」と「操虫棍」が追加されて全14種になった他、従来の武器も高低差に対応した新アクションや未知の樹海で採掘できる「発掘装備」が追加された（発掘装備にはチャージアックスと操虫棍を除く12種の武器に数十種類の防具が存在する）。本作の目玉として大型モンスターの背中に飛び乗るアクション「乗り」が追加されており、乗り攻撃に成功するとダメージとダウンを与えられるが、このアクションには段差を利用したジャンプ攻撃が必要であり、武器単独でジャンプ（跳躍）できる操虫棍（ただし、武器の種類は少ない）が有利になっている（突進時という条件付きでランス、片手剣の突進斬りで段差の下からジャンプする方法でも可能）。また、通常アクションも変更されている箇所があり、前作までは壁をじわじわとよじ登っていたが、今回は比較的スムーズに登っており、横移動も可能になった他、Bボタンで指定の方向に跳ね上がって移動する動作が追加された。その反面、Rボタンでの加速がなくなった。

### オンライン
インターネット通信を利用した協力プレイ（無料）にも対応。本ソフトの起動中はインターネットブラウザやMiiverse（内部的にはインターネットブラウザであるため）が利用できなくなる。

## 制作（MH4）
『MH3』の開発終了から『MH3G』の開発が始まる前の間に、辻本と藤岡の間で次回のナンバリング作品の構想が練られており、それも含めると開発期間は2年半から3年ほどになる。藤岡を中心とした開発体制が組まれた『MH3』において「水中での狩猟」というアクションで大きな挑戦がなされたことから、辻本は藤岡に携帯機向けのモンスターハンターのナンバリング作品を作らせたいと考えていた。一方、藤岡自身はモンスターハンターというシリーズ自体が古くなりつつあることや、このままアクションをつづけてもユーザが飽きてしまうことを懸念していた。それを受け、辻本はさらに一つ上のアクションをめざそうと考え、高低差の導入に踏み切った。
題名における「4」はどう読ませるかなかなか良い案が浮かばなかったが、一つの区切りということで従来通りの読み方というよりはストレートに読ませる「フォー」に決めた。
過去作においては、プレイヤーから仕事帰りで集会所のクエストを遊ぶ時間を確保するのに苦労するという声が寄せられており、本作に当たってはインターネット通信だけでなくローカル通信プレイでも楽しめるようにした。また、過去作では罠などを用いてモンスターを拘束して一気に攻撃するという流れが定番だったが、罠の設置ですべてが決まってしまうことを改善したいと藤岡は考えるうちに、モンスターに乗って形勢逆転する新たな楽しみが生まれことに気づき、「乗り」の導入に踏み切った。

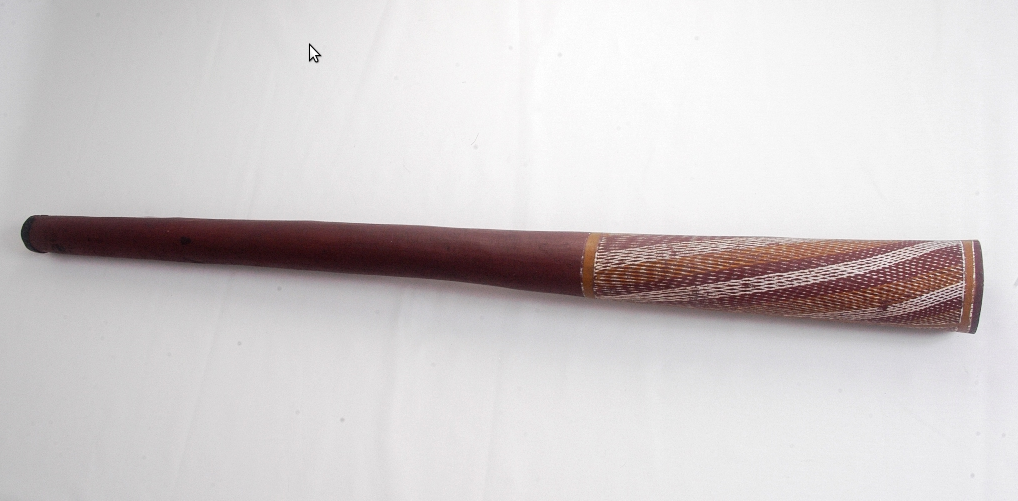
狂竜ウイルスのBGMにはディジュリドゥが用いられている

サウンドの演出においては、発音数を抑えて聞かせたい音がはっきり聞こえるようにするため、効果音の優先順位に注意が払われた。本作においては携帯機でどこまで距離感を演出できるかという実験も行われた。

## 反響（MH4）
開発チームは「出展の形式にかかわらず、開発スタッフから最低限のゲームの概要は説明しておく」という方針を立てており、ニコニコ超会議や夏の新作体験会といったプレイアブル出展の場では、来場者による試遊の前にスタッフの説明が入れられた。これにより、来場者から良い反応が得られ、初めて高低差を活かしたジャンプやモンスターへの騎乗に失敗しても楽しかったという声や、新しく出た「操虫棍」という武器の爽快さを味わえたといった声も寄せられた。
発売後の反響について藤岡は、ストーリーを通じてモンスターハンターの世界に入ったプレイヤーが想定よりも多く、冒険というテーマをファンにうまく伝えられたと思っていると2014年のファミ通によるインタビューの中で語っている。また、辻本は本作で導入した武器・操虫棍に対して、プレイヤーたちが上級者向けという先入観を抱くのではないかと不安だったが、発売後は場所を選ばずにジャンプできる手軽さから、想定よりも間口の広い武器として受け入れられたと2014年のファミ通とのインタビューの中で語っている。

### 評価・売上
ファミ通のクロスレビューでは9.5点を獲得。2013年のベストゲームをユーザーの投票で決める電撃オンラインアワード2013では3位に選出された。
メディアクリエイトによる発売週の売上げランキング（土曜発売なので実質2日間）では171.5万本の売上げを記録し、ダウンロード版も含めると実質197万本の売上げとなり、シリーズで過去最高だった『モンスターハンターポータブル3rd』の初週売上げ（5日間で195.1万本）を上回る好スタートとなった。

## 関連商品

### ガイドブック
モンスターハンター4 ハンターノート (カプコンオフィシャルブックス)
発売日：2013年9月1日 / 発行：カプコン / ISBN 978-4862334039
MONSTER HUNTER モンスターハンター4 LOVE! ハンティング Special Issue (e-MOOK 宝島社ブランドムック)
発売日：2013年9月12日 / 発行：宝島社 / ISBN 978-4800208767
モンスターハンター4 3DS版 ULTRA EVOLUTION BOOK カプコン公認 (Vジャンプブックス)
発売日：2013年9月14日 / 発行：集英社 / ISBN 978-4087796667
モンスターハンター4 ルーキーズ・ガイド (エンターブレインムック / 週刊ファミ通編集部）
発売日：2013年9月14日 / 発行：エンターブレイン / ISBN 978-4047291478
モンスターハンター4オフィシャルハンターズガイド (カプコンオフィシャルブックス)
発売日：2013年10月1日 / 発行：カプコン / ISBN 978-4862334084
モンスターハンター4 お楽しみBOX BOOK
発売日：2013年11月9日 / 発行：宝島社 / ISBN 978-4-8002-1691-5
モンスターハンター4 ザ・マスターガイド（電撃Nintendo編集部 ）
発売日：2013年12月6日 / 発行：KADOKAWA / ISBN 978-4048660877
モンスターハンター4 モンスターデータ知識書
発売日：2014年1月9日 / 発行：カプコン / ISBN 978-4862334138
モンスターハンター4公式ガイドブック（週刊ファミ通編集部）
発売日：2014年2月4日 / 発行：KADOKAWA / ISBN 978-4047293939
モンスターハンター4 アイテム&MAP採集データ知識書
発売日：2014年4月1日 / 発行：カプコン / ISBN 978-4862334145
モンスターハンター4 ギルドクエスト マニアックス（電撃攻略本編集部）
発売日：2014年4月26日 / 発行：KADOKAWA｜アスキー・メディアワークス / ISBN 978-4048665834
モンスターハンター4 斬撃の武器知識書〈1〉
発売日：2013年9月30日 / 発行：カプコン / ISBN 978-4862334053
モンスターハンター4 衝撃の武器知識書〈1〉
発売日：2013年9月30日 / 発行：カプコン / ISBN 978-4862334060
モンスターハンター4 鉄壁の防具知識書〈1〉
発売日：2013年9月30日 / 発行：カプコン / ISBN 978-4862334077
モンスターハンター4 斬撃の武器知識書〈2〉大剣・太刀・片手剣・双剣・スラッシュアックス・ライトボウガン・ヘビィボウガン&オトモ武器・斬
発売日：2013年12月26日 / 発行：カプコン / ISBN 978-4862334107
モンスターハンター4 衝撃の武器知識書〈2〉ハンマー･ 狩猟笛･ ランス･ ガンランス･ チャージアックス･ 操虫棍･ 弓&オトモ武器･ 打
発売日：2013年12月26日 / 発行：カプコン / ISBN 978-4862334114
モンスターハンター4 鉄壁の防具知識書〈2〉&オトモ防具
発売日：2013年12月26日 / 発行：カプコン / ISBN 978-4862334121

### その他
モンスターハンター4オフィシャルアンソロジーコミック (カプコンオフィシャルブックス)
マンガ著者：亜桜まる/山本晋/PECO/三國シン/関直人 ほか
発売日：2013年9月1日 / 発行：カプコン / ISBN 978-4862334091
モンスターハンター4 オリジナル・サウンドトラック
発売日：2020年11月6日 / カプコン・サウンドチーム / 規格品番：CPCA-10322

## モンスターハンター4G
2014年10月11日に発売されたニンテンドー3DS用ソフト。略称は『MH4G』。2015年2月13日には日本国外版である『MONSTER HUNTER 4 ULTIMATE』（略称は『MH4U』）が発売された。『MH4』をベースに「セルレギオス」などの新モンスター、「旧砂漠」、「戦闘街」などの新フィールドが追加されたアップグレード版。『MH4』のセーブデータをほぼ引き継げる。
モンスターハンター2のオンラインの活動拠点だったドンドルマも登場。上位クエストはドンドルマ、G級クエストは大老殿から受けることができる。
狂竜ウイルスによる感染を克服した「極限状態」が追加される。

### 制作 (MH4G)
本作は『MH4』のプレイヤーへの感謝状であると同時に、『MH4』ではやりきれなかった分をすべて出し切りたいという思いで作られた。一方で、『MH4』の続編に相当するタイトルであることから、大幅なシステム変更をしない代わりに、細かなところで変化を出す方針がとられた。
新モンスターであるセルレギオスはリオレウスのライバルという位置づけで作られた。
本作においては過去作を初出とするモンスターもいくつか登場している。前作『MH4』で砂漠ステージがなかったがために登場が見送られたディアブロスは、本作にて登場を果たした。また、モノブロスは1対1の緊張感が最も強く感じられるモンスターであるということから、シングルプレイのみに登場した。また、ダイミョウザザミは他のモンスターとは毛色が違うためカプコン側としては登場させにくいと感じていたが、プレイヤーたちからの要望が寄せられたため、本作に登場することになった。他方、ドスガレオスはもともと登場させる予定はなかったが、藤岡の要望を受けて登場に至った。

#### サウンド（MH4G）

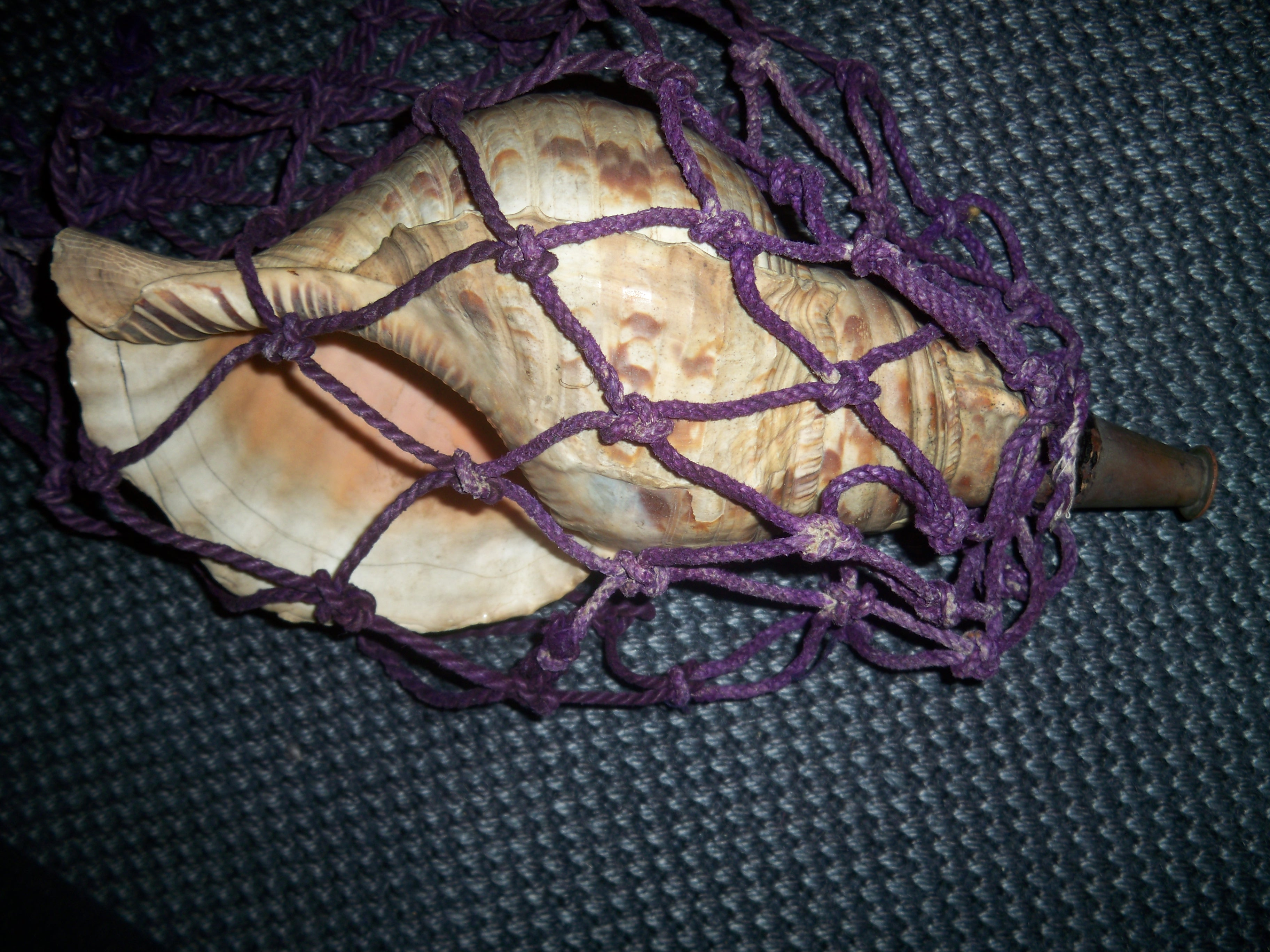
村人が危険を知らせる場面では、スタッフによるホラ貝の演奏が用いられた。

セルレギオスのBGMは2013年の春ごろ作られ、秋ごろに完成した。楽曲制作中はグラフィックが十分ではなかったが、茅根美和子はリオレウスのライバルといったキーワードを軸に、表層的なところから、裏設定に至るまで藤岡やサウンドディレクターと話し合い、完成に向けて進めていった。
過去作を初出とするモンスターのうち、オオナズチはもともと怒り状態の時のみにしかBGMが流れない仕様になっていたため、わずかな時間しかプレイヤーの耳に入らなかったため、本作への登場に際して演出を見直すこととなった。姿を消したり霧に紛れるオオナズチの怪しげな雰囲気を残したいということもあり、試行錯誤の末に「オオナズチによって霧が充満しているときはローパスフィルタをかけて音をくぐもらせる」という演出が採用された。
また、過去作ではお店の特売日の時に村の曲すべてが明るい曲に代わるという演出が取られていたものの、拠点が複数存在するMH4ではすべての拠点に対して専用のBGMを用意するわけにはいかないうえ、特売日の回数も多いため、店員に話しかけるまで特売日か否かわからないという課題があった。吹き出しを表示させることも考えられたが、他の内容の吹き出しと見分けがつかなくなるため、最終的にはお店のBGMのみを変更するという手法が取られた。

## リリース・反響
リリースに当たっては日本国外への展開も意識しており、このようなメディアへの取材を積極的に受けたり、現地でのイベントを開いた結果、熱心なファンの存在をカプコン側が認知し、据置機が人気なこれらの国のプレイヤーでも遊べるよう、PlayStation 4用ソフト『モンスターハンター:ワールド』を出すきっかけとなった。